# Iron Man
Iron Man (alter ego Anthony „Tony” Stark) – fikcyjna postać (superbohater) znana z licznych serii komiksowych wydawanych przez Marvel Comics, oraz różnych adaptacji, bazujących na komiksowych publikacjach. Jego twórcami są scenarzyści Stan Lee, Larry Lieber, oraz rysownicy Don Heck i Jack Kirby, zadebiutował on w magazynie Tales of Suspense vol.1 #39 (marzec 1963). Oryginalnie przygody z jego udziałem miały silnie antykomunistyczny wydźwięk, a motywem powstania postaci było zagadnienie roli amerykańskiego przemysłu zbrojeniowego w walce z komunizmem w zimnowojennym wyścigu zbrojnym. Później doszły motywy korupcji korporacyjnej i terroryzmu.
Iron Man jest superbohaterem, który walczy ze zbrodnią za pomocą zbudowanych przez siebie serii zbroi, wyposażonych w najnowocześniejsze technologie. Jako Tony Stark prowadzi życie bogatego przedsiębiorcy i filantropa, kierującego konglomeratem Stark Industries. Jest członkiem elitarnej grupy superherosów o nazwie Avengers.
Z udziałem tej postaci powstało dziewięć filmów fabularnych, będących częścią franczyzy Filmowego Uniwersum Marvela, gdzie gra go Robert Downey Jr.: Iron Man (2008), Iron Man 2(2010), Avengers (2012), Iron Man 3 (2013), Avengers: Czas Ultrona (2015), Kapitan Ameryka: Wojna bohaterów (2016), Spider-Man: Homecoming (2017), Avengers: Wojna bez granic (2018) oraz Avengers: Koniec gry (2019). Postać pojawiła się również w serialach animowanych: Iron Man: Obrońca dobra (1994–1996), Iron Man: Armored Adventures (2009–2009), Avengers: Potęga i moc (2010–2013) i Avengers: Zjednoczeni (2013–).
W zestawieniu 50 najlepszych postaci komiksowych magazynu filmowego Empire, Iron Man zajął 17. miejsce. Natomiast w zestawieniu 100 najlepszych komiksowych bohaterów amerykańskiego portalu internetowego IGN, bohater uplasował się na 12 miejscu.

## Opis postaci
Tony Stark urodził się w bogatej rodzinie przemysłowców i już jako młodzieniec zapowiadał się jako przyszły filar amerykańskiego kapitalizmu. Już w wieku 15 lat zaczął studiować elektrotechnikę na MIT. Po śmierci swoich rodziców w wypadku samochodowym, w wieku 21 lat przejął rodzinny majątek i firmę specjalizującą się w przemyśle zbrojeniowym o nazwie Stark Industries, kierowaną niegdyś przez jego ojca - Howarda Starka. Wspierając amerykański wysiłek w walce z komunizmem, Tony odpowiedzialny był za dostarczanie i testowanie nowych technologii na potrzeby sił zbrojnych. W oryginalnej genezie z Tales of Suspense vol.1 #39, w czasie wojny wietnamskiej padł ofiarą ataku komunistycznych watażków. Ciężko ranny przez odłamek szrapnela, który trafił go w klatkę piersiową, Tony dostał się do niewoli komunistów wietnamskich. Został zmuszony przez porywaczy do skonstruowania dla nich broni. Zamiast tego, wraz z współwięźniem, profesorem fizyki – Ho Yinsenem, skonstruował zbroję, która pomogła mu w ucieczce. Później odkrył, że zginąłby, gdyby kiedykolwiek usunął płytkę magnetyczną, która trzyma odłamki szrapneli z dala od jego serca.
Na bazie prototypu zbroi zaczął tworzyć kolejne, bardziej udoskonalone modele. Wśród jego wczesnych wrogów byli głównie sowieccy złoczyńcy m.in.: Czarna Wdowa, Crimson Dynamo i Titanium Man. Oprócz nich w gronie antagonistów Iron Mana znaleźli się tacy przeciwnicy tacy, jak: Mandaryn, Whiplash, organizacja A.I.M., Fin Fang Foom, Madame Masque i M.O.D.O.K.. Motyw walki Iron Mana z Azjatyckim Mandarynem miał wydźwięk polityczny, albowiem odzwierciedlał zmagania cywilizacji zachodu ze światem orientalnym, w czasie wojny w Wietnamie. W komiksie The Avengers vol.1 #1 z września 1963 roku wraz z Hulkiem, Ant-Manem, Wasp i Thorem, sformował drużynę znaną jako Avengers, by razem stawić czoło nikczemnemu Lokiemu. 
W otoczeniu Tony’ego znalazły się takie postacie jak sekretarka i kochanka Pepper Potts oraz szofer i asystent Happy Hogan. Wczesne historie przedstawiały romans Potts ze Starkiem, a jednocześnie miłość Happy'ego Hogana do Potts, tworząc trójkąt miłosny między głównymi bohaterami. Ostatecznie Potts i Hogan pobrali się w Tales of Suspense vol. 1 #91 i przez jakiś czas zniknęli z kart komiksów, choć obie postacie odegrały rolę m.in. w crossoverze Civil War i późniejszych historiach komiksowych. Kolejna ważną postacią był dobry przyjaciel Tony’ego i pilot - James Rhodes. Stworzony przez Davida Michelinie'ego i Boba Laytona, James Rhodes zadebiutował w komiksie Iron Man vol. 1 #118 z 1979 roku. Rhodes przywdział zbroję Iron Mana w czasie, kiedy Tony odniósł poważne obrażenia (Iron Man vol. 1 #170), a w Iron Man vol. 1 #284 zyskał własną (cięższą) zbroję i stał się pomocnikiem superbohatera, znanym jako War Machine.
Ważniejszymi historiami z udziałem tej postaci są m.in. Demon in a Bottle (Iron Man vol. 1 #128 z listopada 1979 roku), opowiadająca o zmaganiach bohatera z alkoholizmem, czy też historia Doomquest (Iron Man vol. 1 #149-150 z 1981 roku), w której Iron Man i Doctor Doom cofnęli się w czasie do czasów króla Artura. Historia zatytułowana Stark Wars (została ona później przemianowana na popularny tytuł Armor Wars I) z Iron Man vol. 1 #225-#231 (wydawana oryginalnie od grudnia 1987 do czerwca 1988) opowiada o tym jak Stark obsesyjnie tropił i niszczył wszelką stworzoną przez siebie technologię jaka dostała się obce ręce, w tym tę, która była na użytku armii amerykańskiej. Natomiast w sześcioczęściowej historii Extremis (Iron Man vol. 4 #1-6 wydawanej od stycznia 2005 do kwietnia 2006) autorstwa Warrena Ellisa, Tony zaaplikował sobie nanotechnologicznego wirusa, który wykształcił w jego organizmie interfejs łączący jego układ nerwowy ze zbroją.

## Moce i umiejętności
Tony’ego Starka cechuje ogromna pomysłowość i przedsiębiorczość. Dzięki ogromnej wiedzy jaką posiadł udało mu się skonstruować cybernetyczną zbroję (pierwszy model miał mu jedynie posłużyć w ucieczce z niewoli u komunistów wietnamskich). Później skonstruował całą serię bardziej zaawansowanych zbroi dających mu nadludzka siłę i odporność na różnego rodzaju ataki zewnętrzne, zdolność latania (dzięki zainstalowanemu w zbroi napędowi odrzutowemu). Jego główną bronią są promienie repulsora, które wystrzeliwuje z rękawic, projektor unibeam zamontowany na napierśniku, oraz innego rodzaju uzbrojenia.

### Zbroje Iron Mana
Kolejne wersje kostiumu Iron Mana (wersja filmowe):
- Mark I – pierwszy kostium Starka. Tony miał jego projekt w swoim domowym komputerze. Skonstruował go w jaskini przy pomocy Yinsena. Miał bardzo mocny pancerz, ale był wolny. Pierwszy reaktor łukowy mógł go zasilać przez 15 minut. Dawał Tony’emu dużą siłę. Był uzbrojony w miotacze płomieni na ramionach i wyrzutnię rakiet na lewym przedramieniu. Mógł latać, ale powoli i nie był zwrotny. Po rozbiciu się Starka na pustyni, kostium rozleciał się na kawałki. Kawałki kostiumu zostały znalezione przez terrorystów, którzy zdołali go odbudować i unowocześnić, m.in. zmodyfikowali jego wygląd, dodali oprogramowanie i wzmocnili uzbrojenie. Kostium został zabrany przez Obadiaha Stane'a, który chciał zabić Tony’ego i wzorując się na zbroi Mark I zbudował swoją zbroję o nazwie Iron Monger. Obadiah zasilał kostium nowym reaktorem łukowym, który zabrał Tony’emu. Pierwotna wersja kostiumu stała w Stark Industries gdy Pepper z agentami przyszli po Obediaha. Rekonstrukcja zbroi stał w gablocie w domu Tony’ego. Została zniszczona w ataku na dom Starka w Iron Man 3.
- Mark II – drugi kostium Starka. Jest to mocno zmodyfikowany Mark I. Zmienił się jego wygląd, dodano łącze z domowym komputerem Starka, Jarvisem, kombinezon jest zdolny do lotu. Do latania wystarczy 3% mocy reaktora. Jest uzbrojony w broń w postaci impulsów generowanych przez stabilizatory lotu na dłoniach. Jest koloru szarego. Jego słabością jest cienka powłoka, która obladza się po przekroczeniu pułapu 12 km. Mark II został w drugiej części filmu zabrany przez ppłk Jamesa Rhodesa (przyjaciela Tony’ego) do bazy wojskowej. Tam został przebudowany w kostium War Machine. Replika została zniszczona w ataku na dom Starka w Iron Man 3.
- Mark III – unowocześniona wersja Mark II. Ten kostium jest zbudowany ze stopu tytanu i złota, jest pomalowany na czerwono w niektórych fragmentach (przed dodaniem czerwonego koloru był cały złoty). Ma większe wyposażenie, m.in. flary w udach, wyrzutnia rakiet w prawym przedramieniu oraz miotacz piersiowy w miejscu reaktora. Została zniszczona w ataku na dom Starka w Iron Man 3.
- Mark IV – Oprócz kilku szczegółów w wyglądzie, nie różni się zbytnio od Mark III. Podzieliła los pozostałych zbroi.
- Mark V – pierwszy raz pojawia się w filmie Iron Man 2. Jest to przenośny kostium, który nieużywany wygląda jak walizka. Po włączeniu rozkłada się na całym ciele. Jest uzbrojony w broń w postaci impulsów generowanych przez stabilizatory lotu na dłoniach. Została zniszczona w Iron Man 3 w ataku na dom Starka.
- Mark VI – kolejny kostium Tony’ego. Jest zasilany przez reaktor z nowym rdzeniem. Jego najsilniejsza broń to promienie laserowe, których generatory są umieszczone na nadgarstkach. Jest to jednorazowa broń – Tony użył jej w walce z dronami Ivana Vanko. Zniszczono ją w ataku na dom Starka.
- Mark VII – Zbroja wykorzystana przez Starka w walce z Lokim i armią z kosmosu w filmie Avengers. Nie różni się znacznie od poprzedniego modelu poza promieniami laserowymi, które nie są już jednokrotnego użytku, dodatkowymi rakietami, dużym zapasem amunicji oraz wzmocnionym pancerzem. W czasie złapania pocisku jądrowego można zobaczyć, że zbroja została wyposażona na korpusie w dodatkowe silniki. Podzieliła los pozostałych zbroi.
- Mark VIII-XLI – różne zbroje mające swoje własne specyficzne cechy. Mogły być sterowane przez Tony’ego (nikogo więcej nie rozpoznawały) lub Jarvisa. Te zbroje były konstruowane w tajemnicy przez Tony’ego. Pewna część została zniszczona przez żołnierzy extremis z AIM, reszta z wyraźnego rozkazu Tony’ego. Ukazały się w Iron Man 3.
- Mark XLII (42) – mający wiele wad, wymagających poprawek, prototyp skafandra przechwytującego. Została zniszczona z rozkazu Starka założona na Aldricha Killiana. Pokazała się w Iron Man 3.
- War Machine Mark I – ten kombinezon to zmodyfikowany Mark II. Mark II został zabrany Tony’emu przez jego przyjaciela Rhodey'ego i przebudowany w bazie wojskowej. Jedyne zmiany to zmiana w wyglądzie i uzbrojeniu. Uzbrojenie stanowią m.in.: karabin FN F2000, karabin maszynowy M134 Minigun, granatnik, karabin M24 i pistolet półautomatyczny. Dodatkowym uzbrojeniem jest kinetyczny pocisk powietrze-powietrze, który (według Justina Hammera) jest niszczycielską bronią zdolną rozwalić „bunkier pod bunkrem, który właśnie rozwaliłeś”.
- War Machine Mark II Iron Patriot – ulepszona i wzmocniona zbroja ppłk Jamesa Rhodesa. Została pomalowana na styl Kapitana Ameryki.
- Iron Monger – ulepszona wersja Mark I stworzona przez Obadię Stane'a. Było to coś w rodzaju wielkiego Mark I. Zbroja została zniszczona w wybuchu reaktora łukowego w zakładach Starka.
- Mark XLIV (zwana również „Hulkbuster”) – zbroja stworzona przez Starka i Bannera na wypadek, gdyby Banner stracił kontrolę nad swoim alter-ego, Hulkiem.

## Postacie drugoplanowe
- Virginia „Pepper” Potts/Rescue – osobista asystentka Starka, później jego kochanka. Była też żoną Harolda Hogana. Ostatnio, dzięki cybernetycznym ulepszeniom i własnej zbroi, stała się bohaterką o pseudonimie Rescue.
- James „Rhodey” Rhodes/War Machine/Iron Patriot – osobisty pilot i jeden z najlepszych przyjaciół Starka, a także jego pomocnik w walce ze złem. Posiada własną zbroję.
- Edwin Jarvis – osobisty lokaj Tony’ego. W wersji filmowej system komputerowy o nazwie J.A.R.V.I.S..
- Harold „Happy” Hogan – były bokser, a później szofer i osobisty asystent Starka. Był mężem Virginii Potts. Zmarł w komiksie Iron Man vol. 4 #14.
- S.H.I.E.L.D. – fikcyjna agencja wywiadowcza w uniwersum Marvela. Nazwa agencji stanowi skrót, który rozwija się różnorako: pierwotnie Supreme Headquarters, International Espionage, Law-Enforcement Division, od 1991 Strategic Hazard Intervention Espionage Logistics Directorate, a w wersji filmowej Strategic Homeland Intervention, Enforcement, and Logistics Division. Kierowana jest przez Nicka Fury’ego.
  - Nicholas „Nick” Fury – bohater II wojny światowej, a później szpieg i dyrektor agencji wywiadowczej S.H.I.E.L.D.. W uniwersum Ultimate i wersji filmowej jest Afroamerykaninem.
- Avengers – drużyna czołowych superbohaterów uniwersum Marvela, której członkiem jest Iron Man.
- Ho Yinsen – azjatycki fizyk przetrzymywany razem ze Starkiem przez komunistów wietnamskich pod dowództwem Wong-Chu. Pomógł w budowaniu pierwszej zbroi. Zginął podczas ucieczki.
- Howard i Maria Starkowie – rodzice Tony’ego. Zginęli w wypadku samochodowym. Po ich śmierci Tony odziedziczył firmę Stark Industries.
- Bethany Cabe – była ochroniarz i prywatny detektyw. Pracowała jako ochroniarz Tony’ego Starka i ostatecznie została jego kochanką.

## Antagoniści
- Mandarin – jeden z arcy-wrogów Iron Mana. Chiński szlachcic (potomek Czyngis-chana[1]), naukowiec i były dyplomata, który stał się zbrodniarzem. Zaznajomiony ze sztukami walki, a także wyposażony w Dziesięć Pierścieni Mocy i inną pozaziemską technologię, którą pochodzi ze statku kosmitów. Mandarin jest opętany obsesją zawładnięcia światem. W wersji filmowej był oszustem, mającym odwrócić uwagę od prawdziwego złoczyńcy.
- Obadiah Stane/Iron Monger – przemysłowiec, który ukradł Tony’emu jego firmę Stark Industries. Na bazie pierwszej zbroi Tony’ego, zbudował własną, stając się groźnym przeciwnikiem bohatera. Ma syna o imieniu Ezekiel, który również jest złoczyńcą.
- Justin Hammer – genialny przestępca i długoletni przeciwnik Iron Mana. Zatrudnia on superzłoczyńców jako swoich najemników.
- Advanced Idea Mechanics (A.I.M.) – organizacja terrorystyczna złożona z genialnych naukowców i ich najemników. Posługuje się wysoce zaawansowaną technologią. Kierowana jest przez M.O.D.O.K.a.
  - George Tarleton/M.O.D.O.K. – dawniej technik pracujący dla A.I.M.. Pod wpływem mutagenów został przemieniony w odrażającego super-geniusza, który przyjął nazwę od skrótu Mental Organism Designed Only for Killing (Mentalny Organizm Zaprojektowany Tylko by Zabijać).
- Anton Vanko/Crimson Dynamo I – sowiecki odpowiednik Iron Mana, noszący potężną zbroję. Później jego kombinezonu i pseudonimu używało wielu wrogów superbohatera. Jego wersja filmowa znacznie różni się od komiksowego pierwowzoru.
- Giulietta Nefaria/Whitney Frost/Madame Masque – urodzona jako Giulietta Nefaria, Madame Masque jest córką złoczyńcy hrabiego Nefaria. Chowa swoją oszpecona twarz za złota maską. Jest rozdarta między posłuszeństwem wobec ojca a miłością do Iron Mana.
- Hrabia Nefaria Włoski arystokrata, ojciec Madame Masque.
- Fin Fang Foom – pozaziemski smok z planety Kakaranthara.
- Spymaster – troje najemników i mistrzów szpiegostwa: pierwszy o nieznanych personaliach, drugi o nazwisku Nathan Lemon i trzeci o nazwisku Sinclair Abbot.
- Blizzard – nazwa kilku złoczyńców używających broni zamrażającej.

## Adaptacje

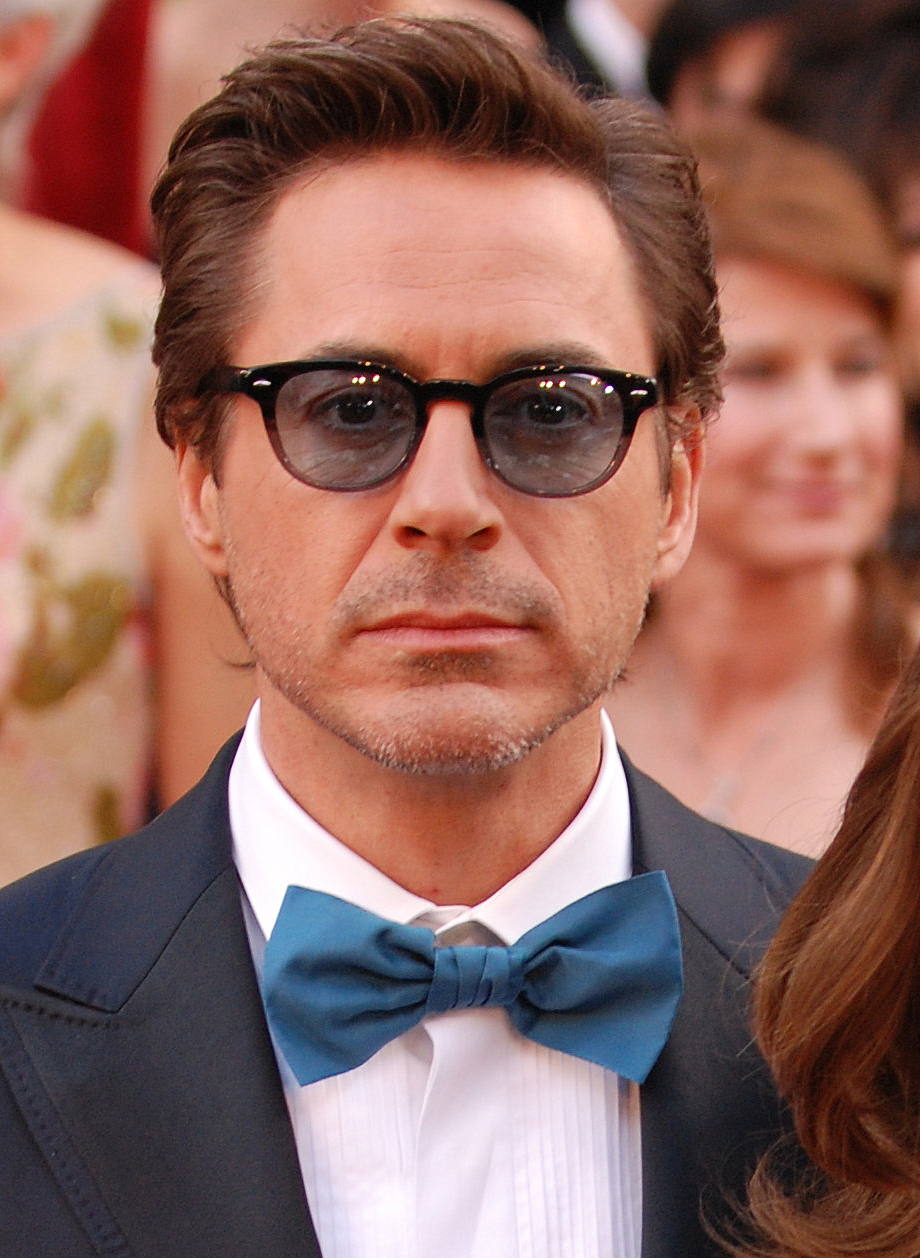
Wcielający się w rolę Iron Mana, amerykański aktor Robert Downey Jr. (2010)

### Filmy kinowe
- Iron Man, reż: Jon Favreau (2008)
- Incredible Hulk (The Incredible Hulk), reż: Louis Leterrier (2008)
- Iron Man 2, reż: Jon Favreau (2010)
- Avengers (Marvel’s The Avengers), reż: Joss Whedon (2012)
- Iron Man 3, reż: Shane Black (2013)
- Avengers: Czas Ultrona[5] (Avengers: Age of Ultron), reż: Joss Whedon (2015)
- Kapitan Ameryka: Wojna bohaterów (Captain America: Civil War), reż: Joe i Anthony Russo (2016)
- Spider-Man: Homecoming[6], reż: Jon Watts (2017)
- Avengers: Wojna bez granic[6] (Avengers: Infinity War), reż: Joe i Anthony Russo (2018)
- Avengers: Koniec gry[6], reż: Joe i Anthony Russo (2019)

Filmy te należą do franczyzy Filmowego Uniwersum Marvela, we wszystkich tych produkcjach w rolę Tony'ego Starka / Iron Mana wcielił się aktor Robert Downey Jr..

### Filmy animowane
- Ostateczni mściciele (Ultimate Avengers: The Movie), reż: Curt Geda, Steven E. Gordon, Bob Richardson (2006)
- Ostateczni mściciele 2 (Ultimate Avengers 2), reż: Will Meugniot, Richard Sebast (2006)
- Niezwyciężony Iron Man (The Invincible Iron Man), reż: Patrick Archibald, Jay Oliva (2007)
- Mściciele przyszłości (Next Avengers: Heroes of Tomorrow), reż: Jay Oliva (2008)
- Hulk na obcej planecie (Planet Hulk), reż: Sam Liu (2010)
- Iron Man: Rise of Technovore, reż: Hiroshi Hamasaki, Hiroshi Hamazaki (2013)
- Iron Man & Hulk: Heroes United, reż: Eric Radomski, Leo Riley (2013)
- Avengers Confidential: Black Widow & Punisher, reż: Kenichi Shimizu (2014)

### Seriale animowane
- The Marvel Super Heroes (1966)
- Spider-Man (1981-1982)
- Człowiek-Pająk i jego niezwykli przyjaciele (Spider-Man and His Amazing Friends) (1981–1983)
- Iron Man: Obrońca dobra (Iron Man: The Animated Series) (1994–1996)
- Spider-Man (Spider-Man: The Animated Series) (1994–1998)
- Incredible Hulk (Incredible Hulk) (1996–1997)
- Avengers (The Avengers: United They Stand) (1999–2000)
- Fantastyczna Czwórka (Fantastic Four: World’s Greatest Heroes) (2006–2007)
- Iron Man: Armored Adventures (2008–2009)
- Super Hero Squad (The Super Hero Squad Show) (2009–2011)
- Avengers: Potęga i moc (The Avengers: Earth's Mightiest Heroes) (2010–2013)
- Mega Spider-Man (Ultimate Spider-Man) (2012–)
- Lego Marvel Super Heroes: Maximum Overload (2013)
- Hulk i agenci M.I.A.Z.G.I. (Hulk and the Agents of S.M.A.S.H.) (2013–2015)
- Avengers: Zjednoczeni (Avengers Assemble) (2013–)

### Gry komputerowe
- Captain America and The Avengers - na platformy: NES, SNES, Sega Mega Drive/Genesis, Game Boy, Sega Game Gear i automat do gry (1991)
- Marvel Super Heroes - na platformy: Sega Saturn, PlayStation, Xbox Live Arcade, PlayStation Network i automat do gry (1995/1997/2012)
- Marvel Super Heroes: War of the Gems - na platformę: SNES (1996)
- Iron Man and X-O Manowar in Heavy Metal - na platformy: PlayStation, Sega Saturn, Game Boy, Sega Game Gear i DOS (1996)
- Marvel vs. Capcom 2: New Age of Heroes - na platformy: Dreamcast, PlayStation 2, Xbox i automat do gry (2000)
- The Invincible Iron Man - na platformę Game Boy Advance (2002)
- The Punisher - na platformy: PlayStation 2, Xbox i Microsoft Windows (2005)
- Marvel Nemesis: Rise of the Imperfects - na platformy: PlayStation 2, Xbox, GameCube, PSP i Nintendo DS (2005)
- Marvel: Ultimate Alliance - na platformy: PlayStation 2, PlayStation 3, Xbox, Xbox 360, Wii, Game Boy Advance i Microsoft Windows (2006)
- The Incredible Hulk - na platformy: PlayStation 2, PlayStation 3, Xbox 360, Wii, Nintendo DS i Microsoft Windows (2008)
- Marvel: Ultimate Alliance 2 - na platformy: PlayStation 2, PlayStation 3, Xbox 360, Wii, PSP i Nintendo DS (2009)
- Marvel Super Hero Squad - na platformy: PlayStation 2, Wii, PSP i Nintendo DS (2009)
- Marvel vs. Capcom 3: Fate of Two Worlds - na platformy: PlayStation 3, Xbox 360 (2011)
- Ultimate Marvel vs. Capcom 3 - na platformy: PlayStation 3, Xbox 360, PlayStation Vita (2011)
- Marvel Super Hero Squad Online - na platformy: Microsoft Windows, OS X (2011)
- Marvel Super Hero Squad: Comic Combat - na platformy: PlayStation 3, Xbox 360, Wii (2011)
- Marvel Avengers: Battle for Earth - na platformy: Xbox 360, Wii U (2012)
- Lego Marvel Super Heroes - na platformy: PlayStation 3, PlayStation Vita, PlayStation 4, Xbox One, Nintendo DS i OS X (2013).
- Marvel's Avengers - na platformy: PlayStation 4, Xbox One, Google Stadia, Microsoft Windows (2020).

## Komiksy wydane w Polsce
| Tytuł polski                          | Tytuł angielski               | Zawartość                         | Wydawnictwo             | Uwagi                                                                                                |
| ------------------------------------- | ----------------------------- | --------------------------------- | ----------------------- | --- |
| Początki Marvela: Lata Sześćdziesiąte | Marvel Origins: The 60s       | Tales to Suspense #39             | Hachette                | Wydanie zawiera jeszcze 9 innych zeszytów, ale tylko ten 1 odnosi się do solowych przygód Iron Mana. |
| Iron Man: Demon w Butelce             | Iron Man: Demon in the Bottle | Invincible Iron Man #120-128      | Hachette                | |
| Iron Man: Extremis                    | Iron Man: Extremis            | Invincible Iron Man (vol. 4) #1-6 | Hachette                | |
| Iron Man: Pięć Koszmarów              | Iron Man: Five Nightmares     | Invincible Iron Man (vol. 5) #1-7 | Mucha Comics i Hachette | |